# 夜須站
夜須站（日语：／ Yasu eki */?）是位於高知縣香南市夜須町千切，土佐黑潮鐵道的後免·奈半利線車站。車站編號為GN33。車站與國道55號並行。

## 車站構造
本站採用簡易車站模式，不設有站房，亦屬無人站。在向香我美方向及西分方向分別設有樓梯入口及升降機塔，而在樓梯入口前設置了一部簡易式售票機，可購買全線及連接土讚線土佐山田至伊野的車票；後方為單車停泊場及停車場。至於車站下的站前廣場、稱為「夜·海廣場」，亦是作為交通轉乘站，並設有路線巴士站，因此在橋下另外建有兩座單層建築物，其中一座由水泥和木條所搭成的，為男、女及傷殘人士專用的洗手間，後方併設了投幣式儲物櫃，另一座則為結合了巴士候車室及販賣章魚燒的小食店，候車室內設有木製候車長櫈供乘客使用，間接亦可作為等候鐵路的室內候車室。

### 吉祥物
此站的吉祥物採用美人魚的造型，稱為「夜須 人魚醫」。吉祥物放置於章魚燒店旁邊與租借單車場的中間。其形象取自「夜·海公園」毎年夏天都會舉行「美人魚小姐大賽」有關。

### 月台

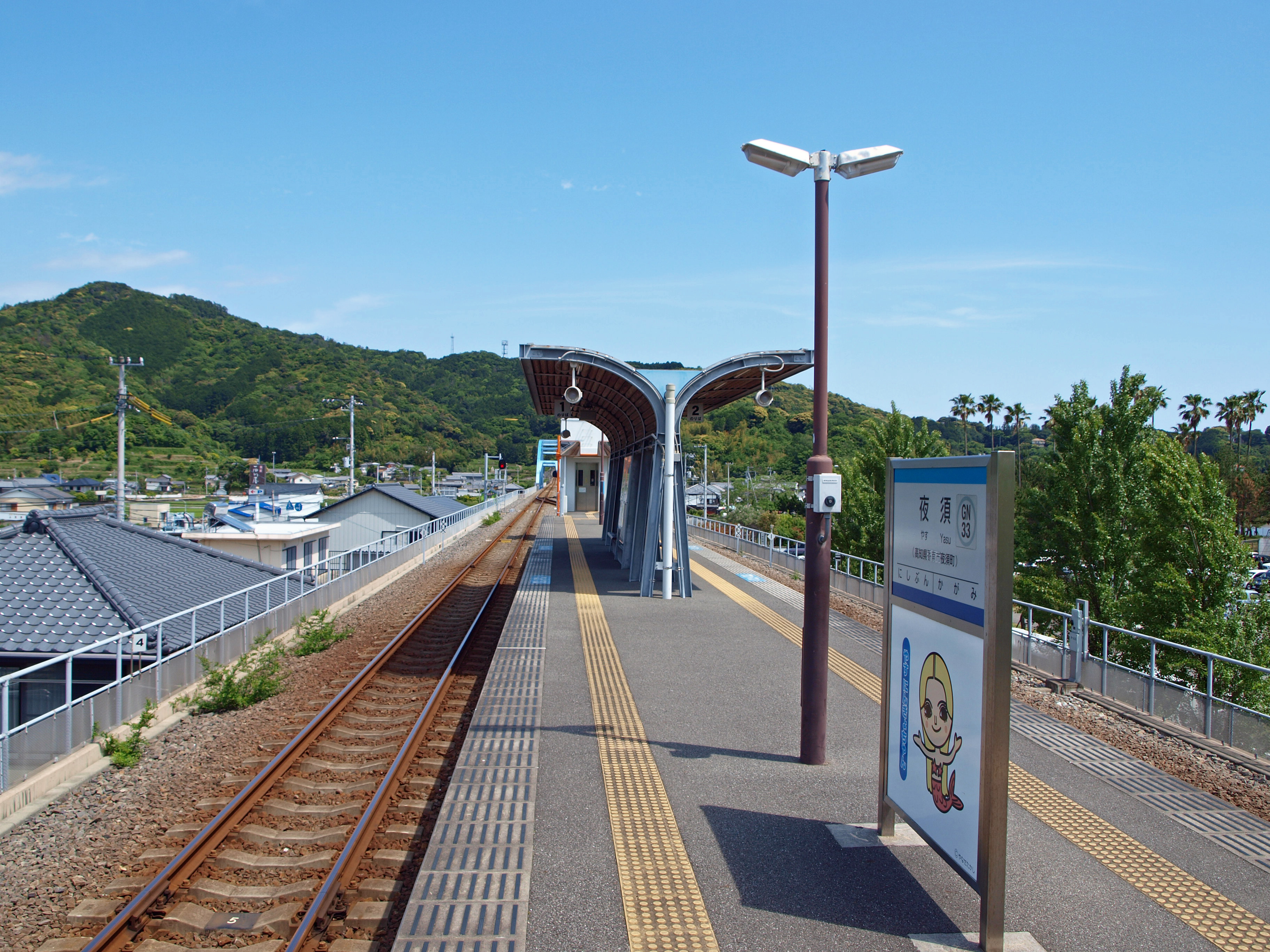
月台望向太平洋一方（2010年5月）。

設有1面2線的島式月台。長度為約42米，有效長度為2輛。月台中央設有有蓋候車亭，同樣由圓木及鋼架所搭成，並設有由木板製的候車長櫈。線路上，1號月台是上下行主本線，2號月台是上下行副本線和一線通過結構。在配置上，兩方向的列車可進出兩座月台，但是現時的安則將所有下行列車安排於2號月台，上行列車則全在1號月台上落。
全日共有五個時段有列車交會，其中早上三班、下午一班、晚上一班。
| 月台 | 路線           | 上下行 | 方向                            |
| ---- | -------------- | ------ | ------------------------------- |
| 1    | ■後免·奈半利線 | 上行   | 安藝、奈半利方向                |
| 2    | ■後免·奈半利線 | 下行   | 後免、經■JR土讚線直通至高知方向 |

## 歷史
- 2002年7月1日：車站啟用[2][3]。

## 使用人數
香南市役所網頁及香南市統計書均沒有列出車站的使用人數。
根據國土交通省「國土數值情報」，撇除與JR四國共用的車站，本站為土佐黑潮鐵道單獨營運車站中使用量排名第8，以下為1日平均上下車人次：
| 乘降人員推算 | 乘降人員推算     |
| 年度         | 1日平均 乘降人次 |
| ------------ | ---------------- |
| 2011         | 234              |
| 2012         | 247              |
| 2013         | 264              |
| 2014         | 247              |
| 2015         | 228              |
| 2016         | 102              |
| 2017         | 172              |
| 2018         | 172              |
| 2019         | 176              |
| 2020         | 155              |
| 2021         | 162              |
| 2022         | 174              |

## 車站周邊
車站南邊設有「夜·海公園」（道之驛夜須），在該處設有道之驛與海灘等設施。車站北邊設有國道55號。車站附近10分鐘車程設有國民宿舍、度假酒店、高球場。
- 香南市夜須廳舍（舊·夜須町（日语：夜須町 (高知県)）公所）
- 夜須郵局
- 手結內港（日本最古老人工港口。該處設有開啟橋（日语：手結港可動橋））
- 高知東部自動車道 香南夜須交匯處（日语：香南やすインターチェンジ）

## 其他
過往土佐電氣鐵道的安藝線曾經在此設置「夜須站」、及在東邊約400米處設置區間總站「手結站」（手結駅），原有路線大致按現時高知縣道501號行走（現時已轉為單車專用道）。
演歌歌手水森香織在為第72回NHK紅白歌合戰拍攝影片時，其中一個取景處為本站月台，雖然隨後她在個人instagram帳戶中拍攝自己在另一車站和食站入口的照片，但由於和食站採用側式月台，與影片中的島式月台不符，比對後實為夜須站。

## 相鄰車站
土佐黑潮鐵道
■後免·伊半利線
■快速A
赤岡（GN35）－夜須（GN33）－和食（GN31）
■快速B（只限晨早單向，由本站起轉快速）
赤岡（GN35）←夜須（GN33）←西分（GN32）
■普通
香我美（GN34）－夜須（GN33）－西分（GN32）

## 外部連結
- 土佐黑潮鐵道夜須站
- GotoGotoWeb夜須站介紹 （页面存档备份，存于）（日語） - 後免·伊半利線活性化協議會